# Pazin
Pazin o Pisino es una ciudad de la moderna Croacia. Se encuentra situada en centro de la región de Istria. Tiene una población de 9.227 (2001) y es el centro administrativo del condado de Istria.  

## Clima
| Parámetros climáticos promedio de Pazin (1971−2000 normales, extremas 1961−2020) | Parámetros climáticos promedio de Pazin (1971−2000 normales, extremas 1961−2020) | Parámetros climáticos promedio de Pazin (1971−2000 normales, extremas 1961−2020) | Parámetros climáticos promedio de Pazin (1971−2000 normales, extremas 1961−2020) | Parámetros climáticos promedio de Pazin (1971−2000 normales, extremas 1961−2020) | Parámetros climáticos promedio de Pazin (1971−2000 normales, extremas 1961−2020) | Parámetros climáticos promedio de Pazin (1971−2000 normales, extremas 1961−2020) | Parámetros climáticos promedio de Pazin (1971−2000 normales, extremas 1961−2020) | Parámetros climáticos promedio de Pazin (1971−2000 normales, extremas 1961−2020) | Parámetros climáticos promedio de Pazin (1971−2000 normales, extremas 1961−2020) | Parámetros climáticos promedio de Pazin (1971−2000 normales, extremas 1961−2020) | Parámetros climáticos promedio de Pazin (1971−2000 normales, extremas 1961−2020) | Parámetros climáticos promedio de Pazin (1971−2000 normales, extremas 1961−2020) | Parámetros climáticos promedio de Pazin (1971−2000 normales, extremas 1961−2020) |
| Mes                                                                              | Ene.                                                                             | Feb.                                                                             | Mar.                                                                             | Abr.                                                                             | May.                                                                             | Jun.                                                                             | Jul.                                                                             | Ago.                                                                             | Sep.                                                                             | Oct.                                                                             | Nov.                                                                             | Dic.                                                                             | Anual                                                                            |
| -------------------------------------------------------------------------------- | -------------------------------------------------------------------------------- | -------------------------------------------------------------------------------- | -------------------------------------------------------------------------------- | -------------------------------------------------------------------------------- | -------------------------------------------------------------------------------- | -------------------------------------------------------------------------------- | -------------------------------------------------------------------------------- | -------------------------------------------------------------------------------- | -------------------------------------------------------------------------------- | -------------------------------------------------------------------------------- | -------------------------------------------------------------------------------- | -------------------------------------------------------------------------------- | -------------------------------------------------------------------------------- |
| Temp. máx. abs. (°C)                                                             | 21.4                                                                             | 23.0                                                                             | 26.5                                                                             | 28.8                                                                             | 33.7                                                                             | 35.8                                                                             | 38.6                                                                             | 39.5                                                                             | 34.8                                                                             | 28.8                                                                             | 25.2                                                                             | 21.6                                                                             | 39.5                                                                             |
| Temp. máx. media (°C)                                                            | 8.7                                                                              | 10.0                                                                             | 13.0                                                                             | 16.2                                                                             | 21.6                                                                             | 25.1                                                                             | 28.4                                                                             | 28.5                                                                             | 23.9                                                                             | 18.7                                                                             | 12.9                                                                             | 9.5                                                                              | 18.0                                                                             |
| Temp. media (°C)                                                                 | 3.0                                                                              | 3.5                                                                              | 6.4                                                                              | 9.9                                                                              | 14.8                                                                             | 18.3                                                                             | 20.8                                                                             | 20.2                                                                             | 16.0                                                                             | 11.7                                                                             | 6.9                                                                              | 3.9                                                                              | 11.3                                                                             |
| Temp. mín. media (°C)                                                            | -1.9                                                                             | -2.1                                                                             | 0.5                                                                              | 3.9                                                                              | 8.1                                                                              | 11.4                                                                             | 13.3                                                                             | 12.9                                                                             | 9.6                                                                              | 6.1                                                                              | 1.9                                                                              | -0.9                                                                             | 5.2                                                                              |
| Temp. mín. abs. (°C)                                                             | -18.7                                                                            | -15.9                                                                            | -14.0                                                                            | -7.8                                                                             | -2.5                                                                             | 1.7                                                                              | 5.2                                                                              | 3.5                                                                              | -2.0                                                                             | -5.6                                                                             | -10.5                                                                            | -15.5                                                                            | -18.7                                                                            |
| Precipitación total (mm)                                                         | 74.7                                                                             | 66.9                                                                             | 78.8                                                                             | 91.7                                                                             | 79.1                                                                             | 92.7                                                                             | 65.0                                                                             | 94.9                                                                             | 102.8                                                                            | 123.5                                                                            | 123.7                                                                            | 92.6                                                                             | 1066.4                                                                           |
| Días de precipitaciones (≥ 0.1 mm)                                               | 10.0                                                                             | 8.1                                                                              | 9.4                                                                              | 13.1                                                                             | 11.9                                                                             | 12.1                                                                             | 8.5                                                                              | 9.1                                                                              | 9.6                                                                              | 10.9                                                                             | 11.2                                                                             | 10.4                                                                             | 124.2                                                                            |
| Días de nevadas (≥ 1.0 cm)                                                       | 1.5                                                                              | 0.9                                                                              | 0.5                                                                              | 0.0                                                                              | 0.0                                                                              | 0.0                                                                              | 0.0                                                                              | 0.0                                                                              | 0.0                                                                              | 0.0                                                                              | 0.1                                                                              | 0.5                                                                              | 3.6                                                                              |
| Horas de sol                                                                     | 86.8                                                                             | 118.7                                                                            | 142.6                                                                            | 165.0                                                                            | 210.8                                                                            | 222.0                                                                            | 275.9                                                                            | 266.6                                                                            | 207.0                                                                            | 151.9                                                                            | 90.0                                                                             | 74.4                                                                             | 2011.7                                                                           |
| Humedad relativa (%)                                                             | 78.6                                                                             | 73.0                                                                             | 70.8                                                                             | 71.4                                                                             | 72.1                                                                             | 71.9                                                                             | 68.4                                                                             | 70.6                                                                             | 76.6                                                                             | 78.6                                                                             | 79.4                                                                             | 79.3                                                                             | 74.2                                                                             |
| Fuente: Croatian Meteorological and Hydrological Service                         |                                                                                  |                                                                                  |                                                                                  |                                                                                  |                                                                                  |                                                                                  |                                                                                  |                                                                                  |                                                                                  |                                                                                  |                                                                                  |                                                                                  |                                                                                  |